# Ludwig Diehl
Ludwig Diehl (ur. 16 grudnia 1876 w Tybindze, zm. 31 stycznia 1945 w Kętrzynie.) – niemiecki lekarz, pierwszy dyrektor szpitala w Kętrzynie (w latach 1908–1945).
Luwig Diehl kształcił się w Lipsku - szkoła średnia i studia medyczne, które ukończył w 1901 r. Pierwszą pracę podjął w szpitalu w Kirchenheim, później jako lekarz okrętowy pływał na liniach południowo-amerykańskich. W roku 1903 wraca do Niemiec, a w 1904 w Chemnitz robi specjalizację w zakresie chirurgii i ginekologii. Później pracował w szpitalu w Oberhausen.
Dnia 8 sierpnia 1908 r. został dyrektorem szpitala w Kętrzynie. Pod jego kierownictwem szpital został rozbudowany i stał się nowoczesnym zakładem leczniczym. Szpital wyposażony był w aparat do zdjęć rentgenowskich, jako jeden z pierwszych w prowincji. W wyniku prowadzonej rozbudowy (w latach 1919-1935) w szpitalu nastąpił wzrost liczby łóżek z 60 do 180.
Zasługi dr Ludwiga Diehla związane z rozwojem szpitala uhonorowane zostały 16 grudnia 1926 nazwaniem jego imieniem jednej z ulic ówczesnego miasta (obecnie ul Szpitalna). Dr Ludwig Diehl w dowód osiągnięć w zakresie rozwoju medycyny 16 grudnia 1936 otrzymał tytuł profesora. Jego misja jako lekarza i dyrektora skończyła się 27 stycznia 1945, gdy do miasta wkroczyła Armia Czerwona. Po wymordowaniu części pacjentów i zgwałconych pielęgniarek przez zwycięskich żołnierzy prof. Diehl 31 stycznia 1945 popełnił samobójstwo. W tym samym dniu pochowany został w zbiorowym grobie razem z ok. 30 pielęgniarkami. Mogiła znajduje się w pobliżu szpitala.
Pamięć prof. dr Ludwiga Diehla uczciła Rada Miasta Kętrzyna uchwałą nr XXXVII/279/01 z dnia 23 maja 2001 nazywając jego imieniem część ul. Parkowej w Kętrzynie.
Na cmentarzu wojennym przy szpitalu w Kętrzynie 4 czerwca 2008 odsłonięto pomnik pomordowanych. Na tablicach w języku polskim i niemieckim umieszczone zostało nazwisko Ludwiga Diehla.